# Ctypansa obtusa
Ctypansa obtusa är en fjärilsart som beskrevs av Walker 1865. Ctypansa obtusa ingår i släktet Ctypansa och familjen nattflyn. Inga underarter finns listade i Catalogue of Life.